# Iasni
Iasni - Ясный (rus) és una ciutat de l'óblast d'Orenburg, a Rússia. Es troba al sud dels Urals, a 90 km a l'est d'Orsk, a 342 km al sud-est d'Orenburg i a 1.560 km al sud-est de Moscou. Fou creada el 1961 en el marc de l'explotació dels dipòsits d'amiant per a la companyia Orenburgasbest. El 2 de desembre de 1962 la vila esdevingué un poble (possiólok) i el 12 d'abril de 1979 una ciutat.